# Dysauxes serva
Dysauxes serva är en fjärilsart som beskrevs av Jacob Hübner 1802. Dysauxes serva ingår i släktet Dysauxes och familjen björnspinnare. Inga underarter finns listade i Catalogue of Life.